# Land- und Stadtgericht Lötzen
Das Land- und Stadtgericht Lötzen war von 1824 bis 1849 ein preußisches Land- und Stadtgericht mit Sitz in der Stadt Lötzen in der Provinz Preußen.

## Geschichte
In Lötzen bestand bis 1824 das Stadt- und Amtsgericht Lötzen. 1824 wurde daraus das Land- und Stadtgericht Lötzen gebildet. Es war ein Gericht 2. Klasse (später 1. Klasse) im Sprengel des Oberlandesgerichts Insterburg. 
Sein Gerichtsbezirk umfasste 1837 die Stadt Lötzen mit 1682 Gerichtseingesessenen und 79 Ortschaften mit 13.883 Gerichtseingesessenen (zusammen also 15.565 Gerichtseingesessene). Am Gericht waren ein Land- und Stadtrichter und vier weitere Mitarbeiter beschäftigt. Sitz des Gerichtes war im Rathaus der Stadt.
Nach der Märzrevolution wurden 1849 einheitlich Kreisgerichte gebildet. In Lötzen entstand das Kreisgericht Lötzen.